# Grenadier
Grenadier (グレネーダー, Gurenēdā) é uma série de mangá escrito e ilustrado por Soosuke Kaise. Foi publicado originalmente na revista Shōnen Ace da Kadokawa Shoten entre 2003 e 2006. Uma versão em anime de 12 episódios foi produzia pelo Group TAC e Studio Live sob direção de Hiroshi Koujina. Foi exibida no Japão entre o final de 2004 e início de 2005 no canal pago WOWOW.
Grenadier conta a história das viagens da pistoleira (Senshi) Tendo Rushuna, o espadachim mercenário Kojima Yajirou e a "expert" em balões Kurenai Mikan.